# François Gilbert
Pour les articles homonymes, voir Gilbert.
François Ambroise Germain Gilbert, né à Choisy-le-Roi le 1er avril 1816, et mort à Paris (9e arrondissement) le 9 avril 1891, est un sculpteur français.

## Biographie
François Gilbert est l'élève de Jean-Pierre Cortot et débute au Salon de Paris en 1845.

## Œuvres dans les collections publiques
- Marseille :
  - palais de la Bourse, voussures du hall d'entrée : 
    - La fondation de Marseille,
    - Marseille devenant chrétienne, bas-relief en pierre ;
    - La réunion de la Provence à la France, bas-relief en pierre ;
    - Les capitulations de François Ier avec le Levant, bas-relief en pierre ;
    - La chambre de commerce soldant des consulats et des expéditions scientifiques, bas-relief en pierre ;
    - La conquête de l'Algérie, bas-relief en pierre ;
    - La France recevant les trophées conquis en Crimée et en Italie, bas-relief en pierre ;
    - Le départ pour la croisade, bas-relief en pierre ;
    - Le commerce recevant les plans de la Bourse et La justice consulaire, bas-relief en pierre.

  - palais de justice : bas-reliefs du plafond de la salle des pas perdus.
  - Palais Longchamp :
    - deux griffons ;
    - Signes du zodiaque sur la frise au-dessus de la colonnade[2] ;
    - cariatides prises dans des pétrifications sculptées[3] ;
    - deux têtes de femmes portant des corbeilles de fruits[4].

  - Palais du Pharo :
    - un fronton symbolisant les Armes de l'Empereur encadré des génies des Arts et du Commerce
    - deux groupes d'enfants pour la façade nord
    - deux figures d'enfant drapé pour la façade de la cour d'honneur

  - rue Breteuil, immeuble du no 22 : deux atlantes en pierre.

- Paris :

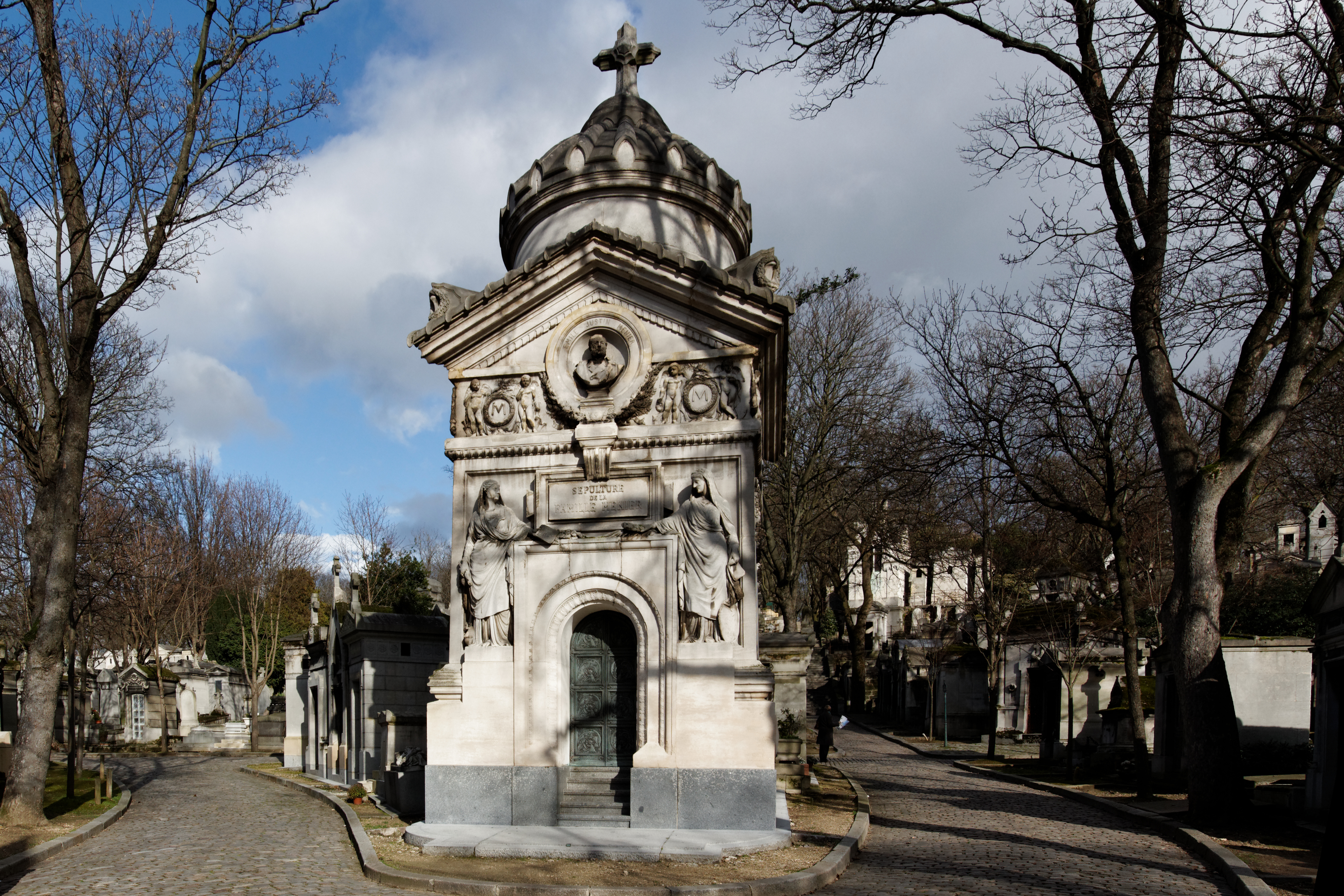
Cimetière du Père-Lachaise, chapelle d'Émile-Justin Menier, buste et quatre statues

  - Cimetière du Père-Lachaise : quatre statues représentant le Commerce, le Travail, l'Industrie et la Bienfaisance ainsi qu'un buste en marbre ornant la chapelle d'Émile-Justin Menier industriel chocolatier
  - église de la Sainte-Trinité : Saint Marc, statue.
  - musée d'Orsay : Buste de Charles Bouland, 1863, marbre[5].
- Localisation inconnue :
  - Mort de Dumée, bas-relief en marbre ;
  - La Mort de saint Joseph ;
  - Buste du cardinal Benoît Langénieux, marbre ;
  - Buste de Pierre Puget, marbre ;
  - Portrait de M.B.Pastré[6].

## Galerie

Œuvres de François Gilbert
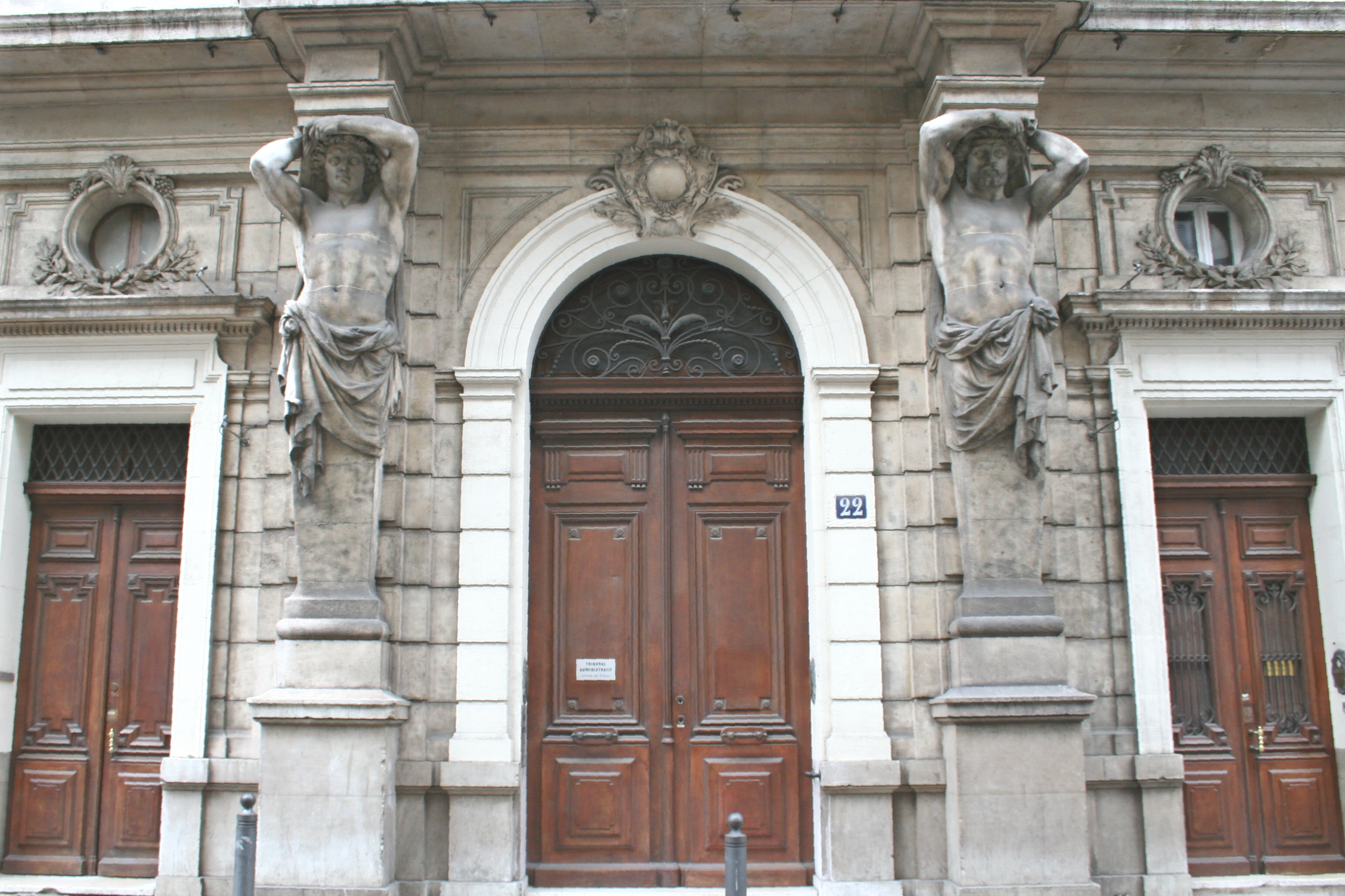
Atlantes, Marseille, no 22 rue Breteuil.
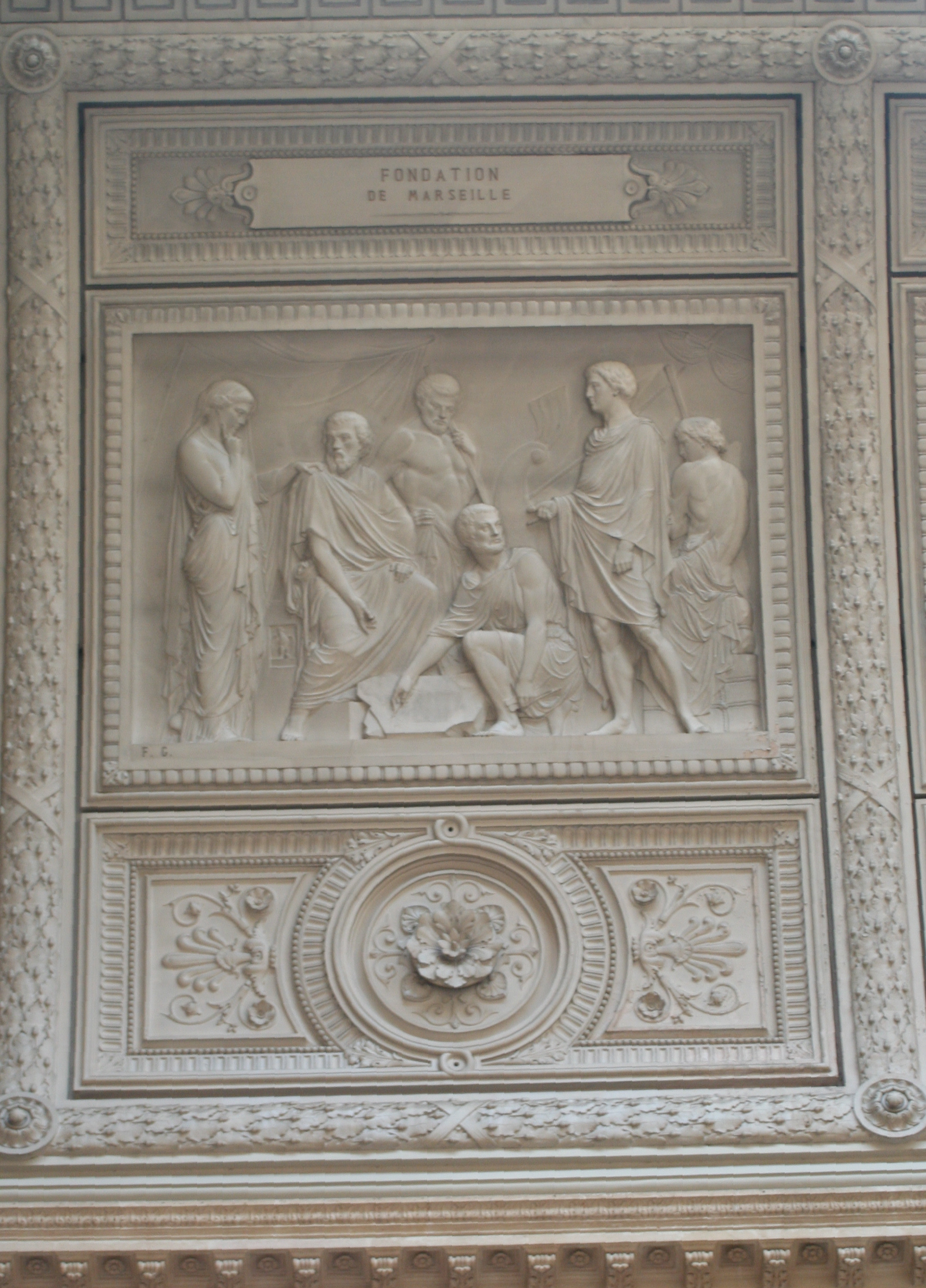
La Fondation de Marseille, voussures du palais de la Bourse de Marseille.
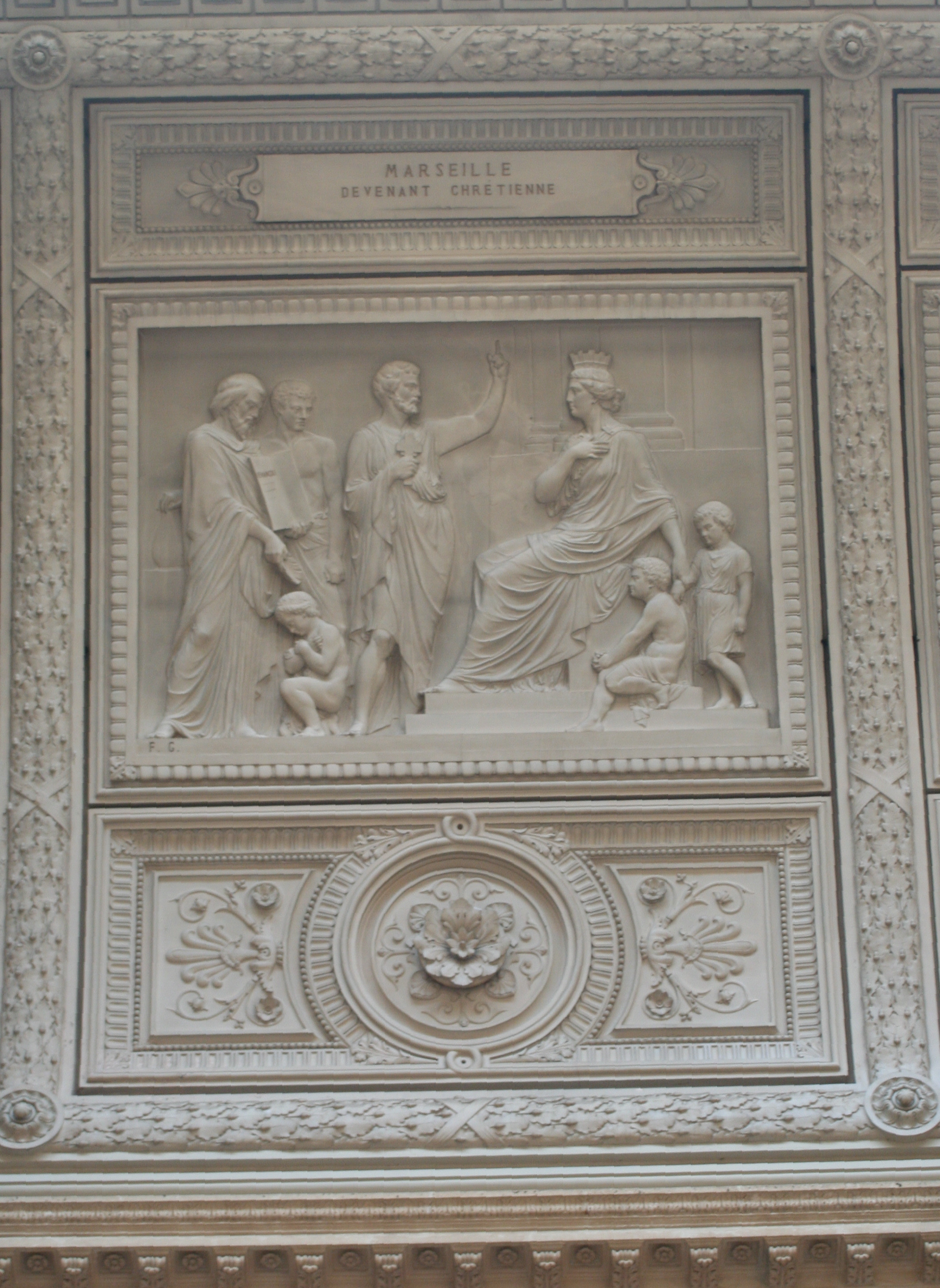
Marseille devenant chrétienne, voussures du palais de la Bourse de Marseille.
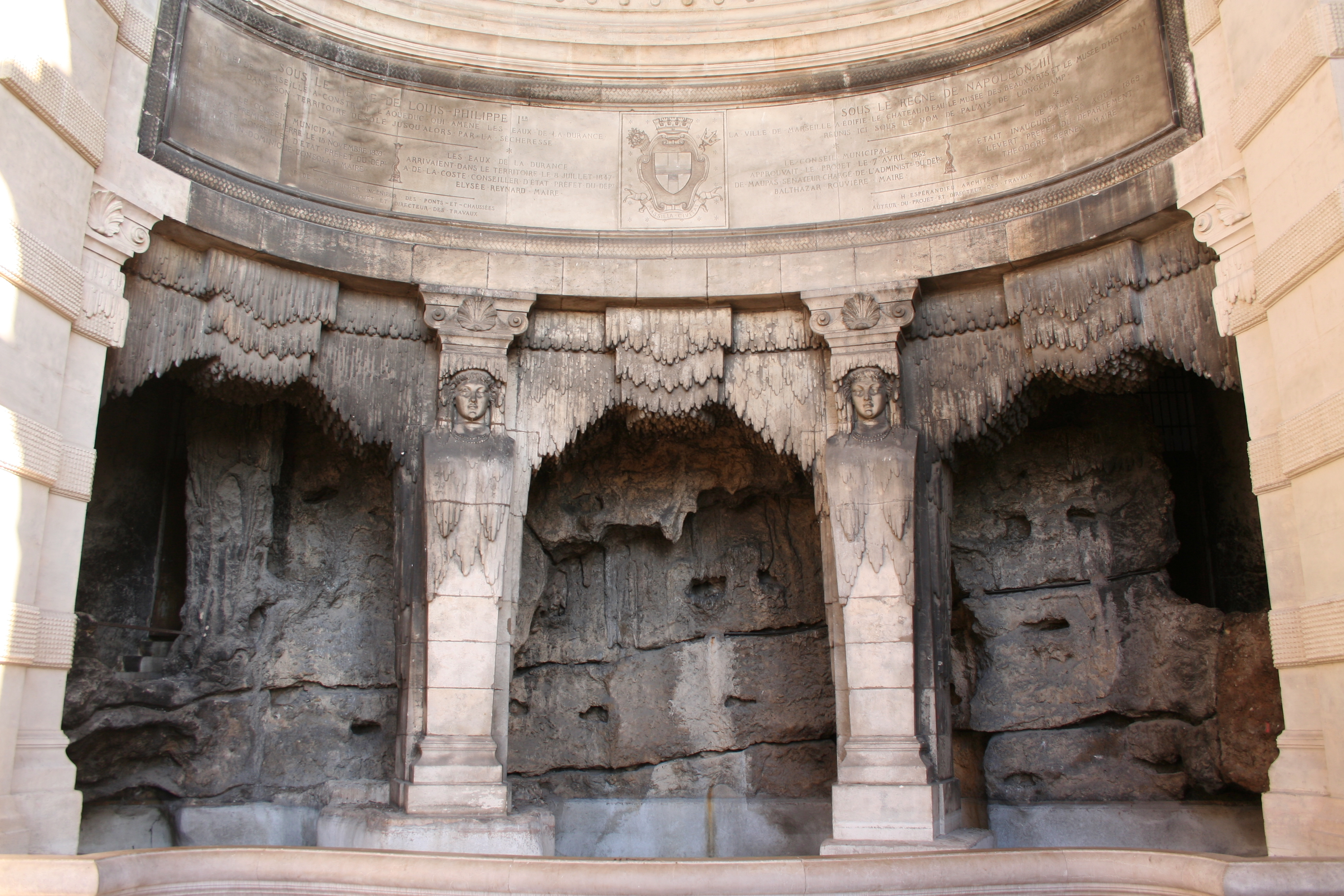
Cariatides, Marseille, Palais Longchamp.
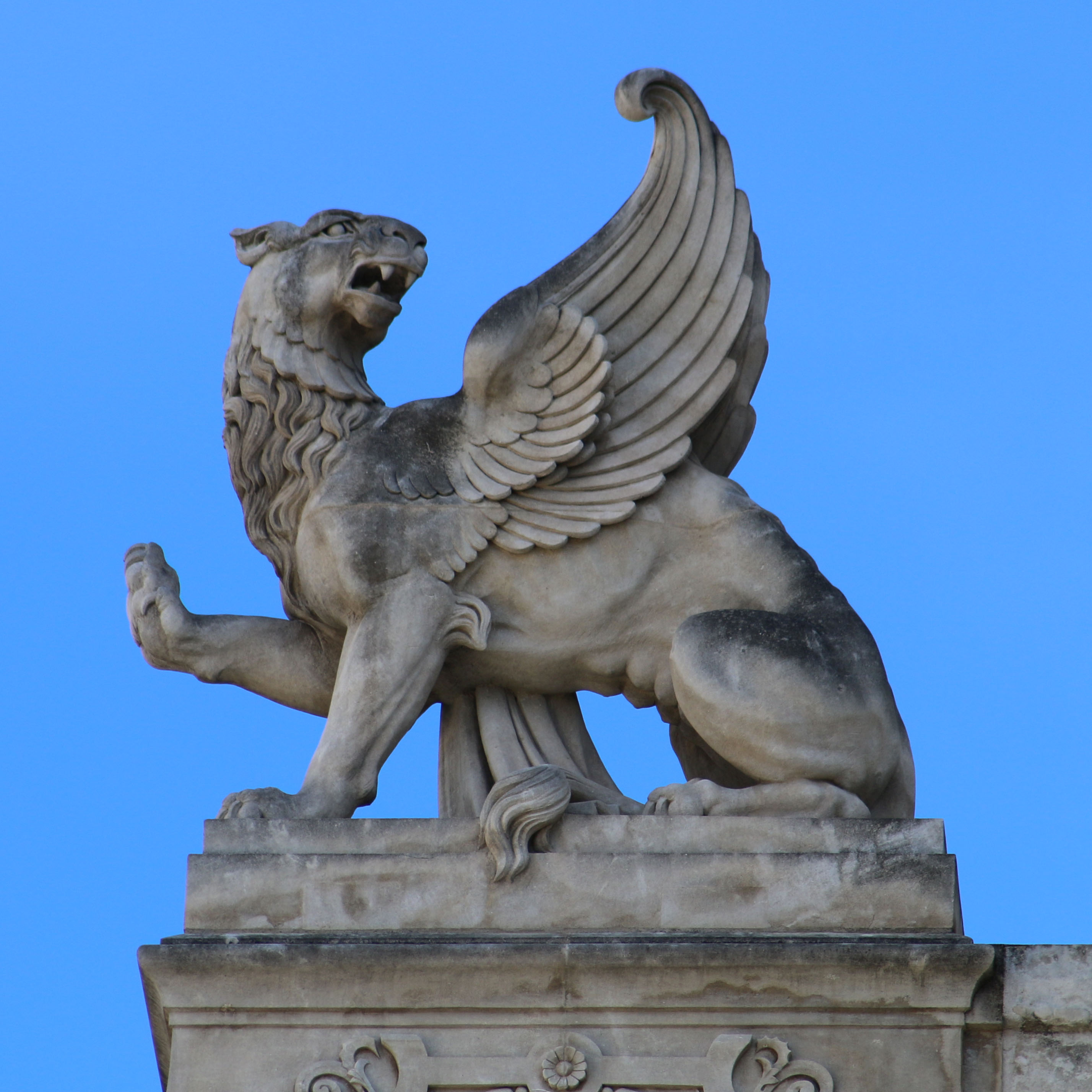
Griffon, Marseille, Palais Longchamp.